# Theofánis Gekas
Pour l’article homonyme, voir Gekås.
Theofánis Gékas (grec moderne : Θεοφάνης Γκέκας), souvent appelé Fánis Gékas (Φάνης Γκέκας) est un ancien joueur de football grec né le 23 mai 1980 à Larissa. Il évoluait au poste d'attaquant reconverti entraineur.

## Biographie

### En équipe nationale
Convoqué pour disputer l'Euro 2012, il s'illustre dans le tournoi en marquant un but à la Tchéquie lors du premier tour. 

## Titres
- Meilleur buteur du Championnat de Grèce en 2005 18 buts (10+8) GS Kallithea + Panathinaïkos.
- Meilleur buteur du Championnat d'Allemagne en 2007 20 buts VfL Bochum.